# Кабо-вердианско-швейцарские отношения
Отношения Кабо-Верде и Швейцарии касаются дипломатических отношений между Кабо-Верде и Швейцарией.

## История
Между Республикой Кабо-Верде и Швейцарской Конфедерацией установлены официальные дипломатические отношения.
Швейцария признала независимость Республики Кабо-Верде от Португалии 5 июля 1975 года, в тот же день, когда была провозглашена независимость. Две страны впервые установили свои официальные дипломатические отношения после пяти лет неофициальных дипломатических контактов между Швейцарией и новосозданной страной в 1980 году.
С 1987 по 1991 год между двумя странами были подписаны соглашения по вопросам: технологического сотрудничества, авиатранспортных услуг и защиты инвестиций. Объём торговли между Швейцарией и Кабо-Верде остаётся скромным и небольшим. В период с 1976 по 2006 год Швейцария оказывала молодой стране гуманитарную помощь по различным вопросам (например, образование, устойчивое проживание, сельское хозяйство, туризм и продовольствие).

## Дипломатические представительства
- Швейцария не представлена в Кабо-Верде ни на уровне посольств, ни на уровне консульств.
- Кабо-Верде не представлено в Швейцарии на уровне посольств. Кабо-Верде представлено в Швейцарии на консульском уровне через два официальных консульства, в Базеле[1] и Женеве[2].